# Fagnano Olona
Fagnano Olona (Fagnan in dialetto varesotto) è un comune italiano di 12 428 abitanti della provincia di Varese in Lombardia. Fagnano Olona dista 5 km da Busto Arsizio, 6 da Gallarate e 19 da Varese.

## Geografia fisica
Il paese sorge a dominio della valle solcata dal fiume Olona, che ha subito un notevole inquinamento da metalli pesanti dall'inizio dell'industrializzazione del fondovalle. Il centro abitato di Fagnano, così come la storica frazione di Bergoro, (un tempo comune indipendente "comune di Bergoro sec. XIV - 1667), sono situati a ponente del fiume Olona, mentre a est del fondovalle è presente il piccolo nucleo abitato delle Cascine Balzarine. All'estremità occidentale del territorio fagnanese, a ridosso del confine con Cassano Magnago, si trova invece la località Fornaci, lambita dal torrente Tenore.
Il fondovalle fagnanese in cui scorre l'Olona, l'area delle Cascine Balzarine e quella interessata dal torrente Tenore, sono parte del Parco del Medio Olona, ente sovracomunale con sede a Fagnano, comprendente anche parte dei territori di Gorla Maggiore, Gorla Minore, Solbiate Olona, Olgiate Olona e Marnate.

## Storia
L'origine romana di Fagnano Olona è testimoniata da alcuni reperti rinvenuti nel territorio comunale e dallo stesso toponimo, evoluzione dell'aggettivo latino Fannianus, relativo al nome gentilizio Fannius.
Il primo documento in cui si fa menzione del luogo è datato 1045, una pergamena nella quale l'imperatore Enrico III conferma al monastero di San Dionigi in Milano il possesso di fondi all'interno di Fagnano. In età medioevale la storia di Fagnan, importante luogo fortificato, fu strettamente legata alle vicende del Feudo e della Pieve di Olgiate Olona, dei quali faceva parte, entrambi nel Contado del Seprio con capoluogo Castelseprio, di cui seguì le vicende fino alla fine del XIII secolo. Il ruolo di Fagnano era prevalentemente di controllo del fiume Olona e della strada che univa Castelseprio e Milano. Tale strategica posizione del suo castello lo rese spesso oggetto di contese nelle numerose lotte tra le varie famiglie della zona, tra i Della Torre e i Visconti in primis (XIII secolo). Nel 1287 il territorio del Seprio passò definitivamente in mano ai Visconti. Fagnano fu divisa in due parti, una assegnata al ramo di Giovanni Visconti, a cui spettò il castello, e l'altra ai discendenti di Azzo Visconti, la cui progenie generò i Visconti di Jerago, a cui toccò il Castellazzo, un fortilizio di origine più antica. Alla metà del XV secolo il castello visconteo di Fagnano venne trasformato in residenza signorile, ma l'inasprirsi della controversia tra gli spagnoli e i francesi, nel Cinquecento, indusse a ricondurre il castello alla sua funzione militare. Le cronache del tempo riportano memorie di attacchi e assedi da parte dei ducali spagnoli che danneggiarono gravemente parte della struttura da parte degli assedianti. Il castello passò, successivamente, ai nobili Tanzi di Milano e ai marchesi Ponti, due famiglie imparentate che si erano arricchite con i proventi dell'industria tessile. Dopo ulteriori passaggi di proprietà, è infine entrato nel patrimonio del Comune di Fagnano Olona, che vi ha stabilito la sede degli uffici municipali. Nel 1551 a Vitaliano Visconti Borromeo fu conferito il titolo di conte di Fagnano per nomina imperiale di Carlo V. Verso la fine del XVI secolo il castello venne ristrutturato. Il feudo venne abolito il 24 maggio 1798 con l'ingresso delle truppe napoleoniche e il crollo del Ducato di Milano.
Fagnano segui poi le vicende del Regno Lombardo-Veneto e del Regno d'Italia. Il comune di Bergoro fu annesso a Fagnano per sentenza del Senato di Milano nel 1668.
Nel 1863 al toponimo Fagnano fu aggiunto lo specificativo del fiume Olona per distinguersi da Fagnano sul Naviglio, comune allora esistente in provincia di Milano. Nel 1927 Fagnano Olona passò alla neocostituita provincia di Varese. Nel 1893 cedette la frazione Solbiello al comune di Solbiate Olona, mentre nel 1953 ricevette da Cairate la località Fornaci.

### Simboli
Lo stemma e il gonfalone sono stati concessi con decreto del presidente della Repubblica dell'8 maggio 1992.
Il gonfalone è un drappo di azzurro.

## Monumenti e luoghi d'interesse

### Architetture religiose

#### Santuario della Madonna della Selva
Il quattrocentesco Santuario della Madonna della Selva è l'edificio religioso più antico di Fagnano Olona. Probabile parte del nucleo originario è la cappella maggiore (XIV - XV secolo), alla quale fu aggiunta la navata nei secoli successivi. All'interno sono conservate numerose opere di pregio, tra cui una Pietà, scultura del XVII secolo, un paliotto d'altare del Settecento e affreschi eseguiti nel 1613 da Domenico Pellegrino. La chiesa deve il nome alla statua lignea raffigurante la Madonna della Pietà, la quale, secondo la tradizione, sarebbe stata rinvenuta in un bosco vicino al paese. L'opera è divisa in due parti: quella inferiore, più antica, risalente al XIV - XV secolo e quella superiore databile intorno alla metà del XVIII secolo. 

#### Chiesa parrocchiale di San Gaudenzio
Edificata nel 1743, che conserva al suo interno una trecentesca immagine della Madonna della Provvidenza, di autore ignoto, oltre a varie decorazioni del XIX e XX secolo e a un importante organo costruito dalla ditta Mascioni di Cuvio (Op. 605) nel 1945 e restaurato nel 2008. Un cantiere per impianti nel 2018 ha consentito di rinvenire tracce di pavimentazione e sepolture privilegiate risalenti al Cinquecento

#### Altri edifici
- Chiesa di San Giovanni Battista a Bergoro: già esistente nel XV secolo e rimaneggiato nel 1647, l'edificio ha subito ulteriori modifiche negli anni sessanta del Novecento.
- Oratori dell'Immacolata e di S. Anna (XVIII secolo)
- Cappella di San Martino (1741)
- Oratorio dell'Immacolata (1752)
- Oratorio di Sant'Anna (1762)
- Chiesa di San Rocco a Bergoro
- Chiesa di Santa Maria Assunta delle Fornaci (1971): progettata dall'architetto Polvara per volere di monsignor Giuseppe Molinari, divenne parrocchia l'8 dicembre 1983.

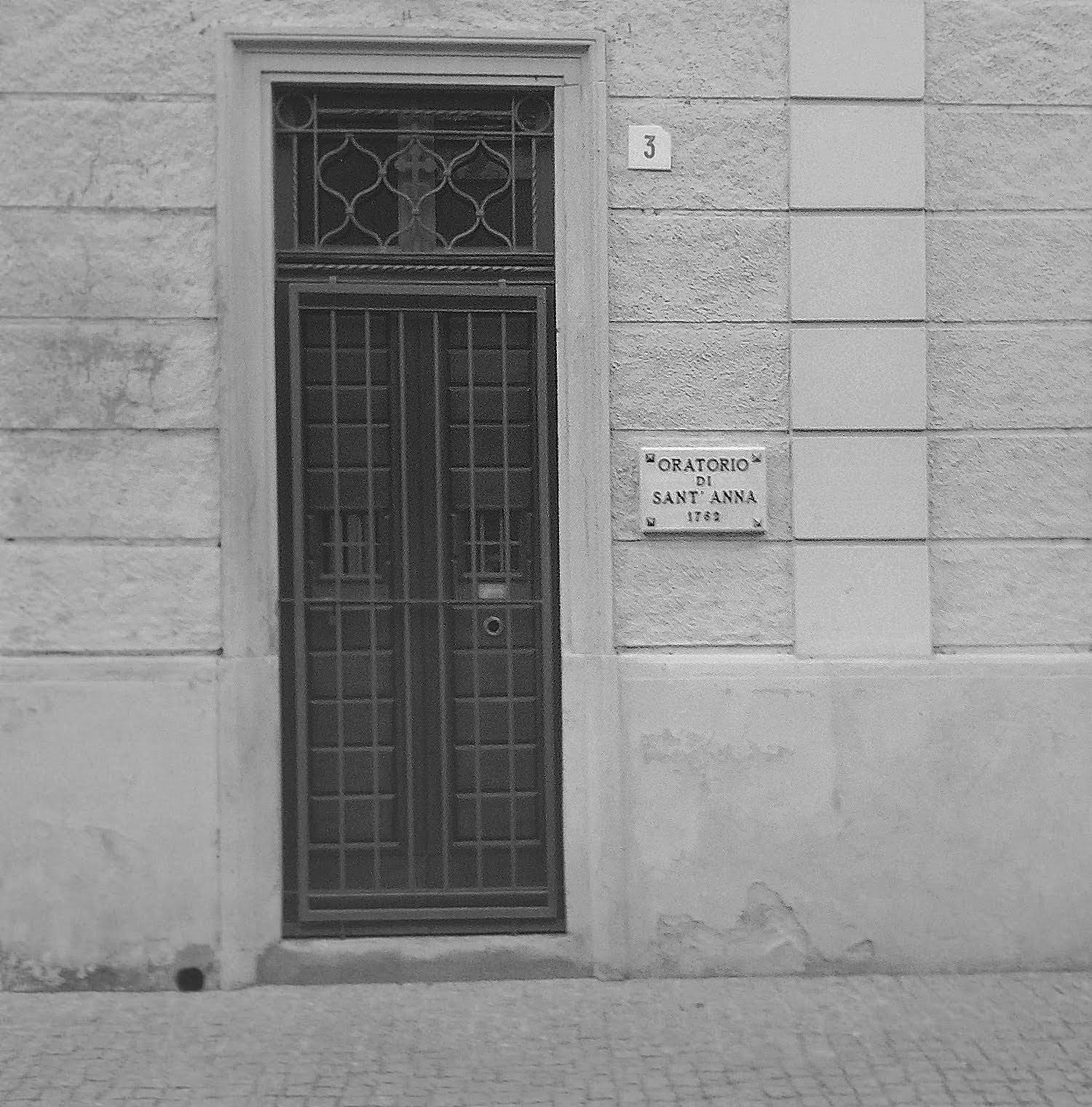
Oratorio di Sant'Anna (1762)
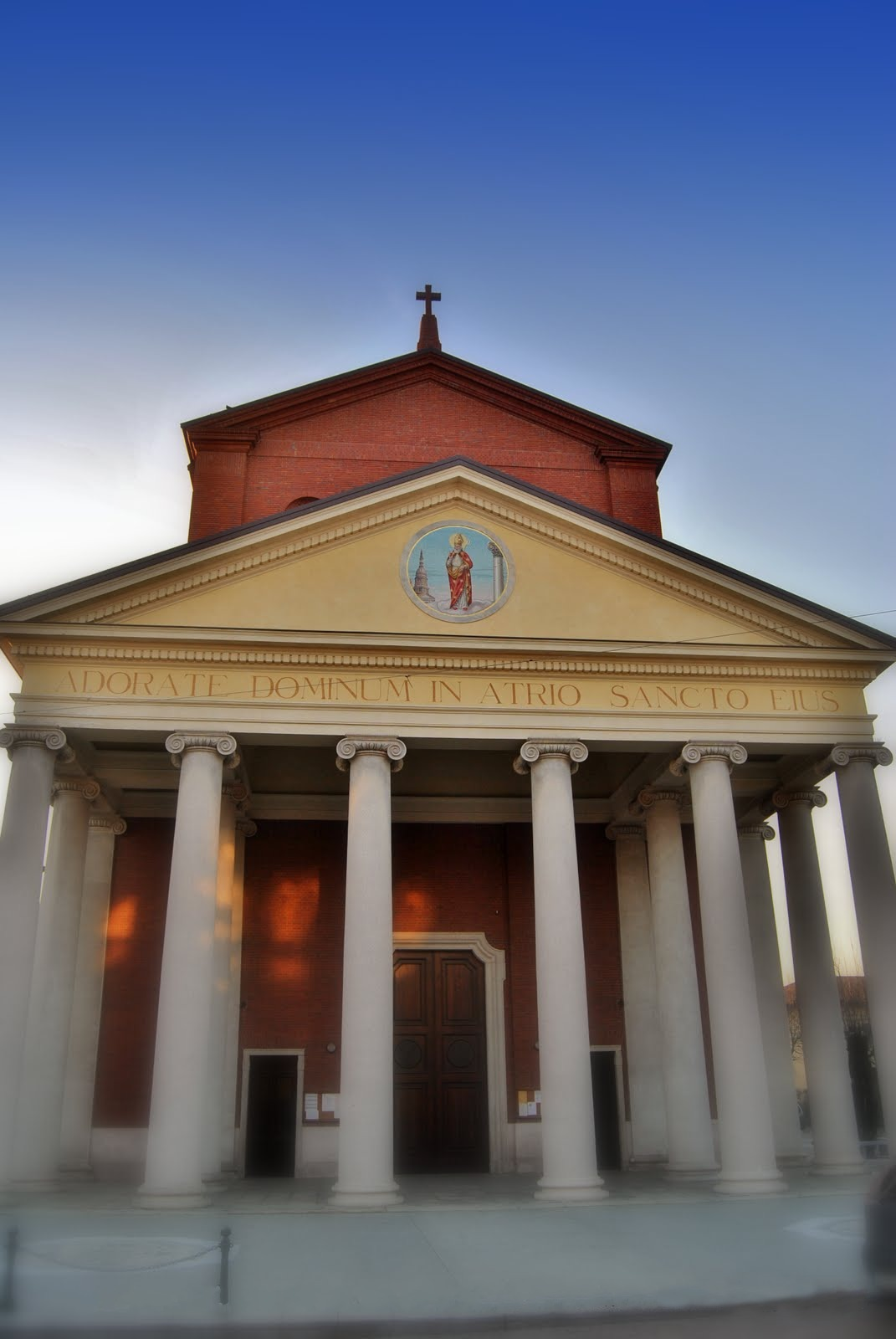
Chiesa di San Gaudenzio (1744)

### Architetture civili

#### Castello Visconteo
Monumento principale di Fagnano Olona è il Castello Visconteo, antico fortilizio ad uso precipuamente militare, come evidente dal fossato difensivo che lo circonda. Un ponte dà accesso al portale barocco, che si apre sul primo cortile, ugualmente barocco: ai lati si ergono due corpi di fabbrica tardo cinquecenteschi, voluti da Gaspare Visconti, mentre a sinistra della facciata si nota un rilievo in pietra del XV secolo a soggetto mariano. Il secondo cortile presenta caratteri quattrocenteschi: su un muro spicca lo stemma del "biscione" visconteo.Le due torri originarie del castello si trovano nella parte quattrocentesca del complesso.

#### Altri edifici
Altre architetture notabili sono la settecentesca Villa Ferrari e il "Castellazzo", ex fortilizio quattrocentesco riattato a dimora gentilizia ad uso della famiglia Bossi.

### Aree protette
Il territorio comunale è interessato dal Parco del Medio Olona, a tutela della biodiversità del bacino del torrente Tenore; il parco dispone di percorsi ciclo-pedonali e conserva al suo interno le vestigia di antiche fabbriche e mulini ad acqua, che costituiscono un patrimonio di archeologia industriale

## Società

### Evoluzione demografica
- 1400 ab. nel 1668
- 2978 ab. nel 1853

Abitanti censiti

## Infrastrutture e trasporti
Il comune fu servito dalla stazione di Fagnano Olona e dalla Fermata Candiani; attivate nel 1904, erano poste lungo la ferrovia di Valmorea delle Ferrovie Nord Milano. Private del traffico passeggeri nel 1952, furono soppresse definitivamente nel 1977 assieme all'intera linea.

## Amministrazione
| Sindaci                                                                     | Durata mandato        |
| REGNO D'ITALIA                                                              |                       |
| --------------------------------------------------------------------------- | --------------------- |
| Giuseppe Borghi                                                             | 1861 - 1876           |
| Angelo Martignoni                                                           | 1876 - 1878           |
| Ercole Piantanida                                                           | 1879 - 1884           |
| Carlo Tronconi                                                              | 1885 - 1894           |
| Antonio Salmoiraghi                                                         | 1894 - 1895           |
| Pompeo Saibene                                                              | 1895 - 1904           |
| Antonio Fontana                                                             | 1904 - 1905           |
| Giovanni Corradini (Commissario prefettizio)                                | 1906 - 1906           |
| Pompeo Saibene                                                              | 1906 - 1907           |
| Pompeo Tronconi                                                             | 1907 - 1912           |
| Enrico Tronconi                                                             | 1912 - 1913           |
| Dott. Pompeo Saibene                                                        | 1913 - 1920           |
| Italo Turolla (Commissario prefettizio)                                     | 1920 - 1920           |
| Adolfo Saibene                                                              | 1920 - 1922           |
| Pasquale Crivelli                                                           | 1922 - 1926           |
| Pasquale Crivelli (podestà)                                                 | 1926 - 1929           |
| Ernesto Pigni (podestà)                                                     | 1929 - 1938           |
| Gadda (Delegato Podestà)                                                    | 1938 - 1939           |
| Giuseppe Bellora (podestà)                                                  | 1939 - 1943           |
| REPUBBLICA SOCIALE ITALIANA - OCCUPAZIONE TEDESCA - TRANSIZIONE DEMOCRATICA |                       |
| Giulio Tronconi (commissario prefettizio)                                   | 1943 - 1944           |
| Cleto Colantuoni (commissario prefettizio)                                  | 1944 - 1944           |
| Giuseppe Gadda (commissario prefettizio)                                    | 1944 - 24 maggio 1945 |
| Paolo Stanoppi (reggente)                                                   | 26 aprile 1945        |
| Tullio Guerrini                                                             | 1945 - 1946           |
| REPUBBLICA ITALIANA                                                         |                       |
| Natale Gadda                                                                | 1946 - 1947           |
| Ernesto Saporiti                                                            | 1947 - 1951           |
| Enrico Macchi                                                               | 1951 - 19..           |
| Enea Pogliana                                                               | 19.. - 1960           |
| Giampaolo Torri                                                             | 1960 - 1965           |
| Giovanni Stellini                                                           | 1965 - 1966           |
| Giacomo Gussoni                                                             | 1966 - 1966           |
| Ubaldo Costa                                                                | 1966 - 1970           |
| Armando Pigni                                                               | 1970 - 1978           |
| Federico Simonelli                                                          | 1978 - 1980           |
| Rino Gadda                                                                  | 1980 - 1983           |
| Rinaldo Zazzeron                                                            | 1983 - 1990           |
| Rinaldo Zazzeron                                                            | 1990 - 1994           |
| Federico Simonelli                                                          | 1994 - 1999           |
| Federico Simonelli                                                          | 1999 - 2004           |
| Santino Rossi                                                               | 2004 - 2009           |
| Marco Roncari                                                               | 2009 - 2013           |
| Andrea Polichetti (commissario prefettizio)                                 | 2013 - 2014           |
| Angelo Caccavone (commissario prefettizio)                                  | 2014                  |
| Federico Simonelli                                                          | 2014 - 2019           |
| Maria Elena Catelli                                                         | 2019 - 2021           |
| Giuseppe Carollo (commissario prefettizio)                                  | 2021                  |
| Marco Baroffio                                                              | 2021 -                |

## Galleria d'immagini

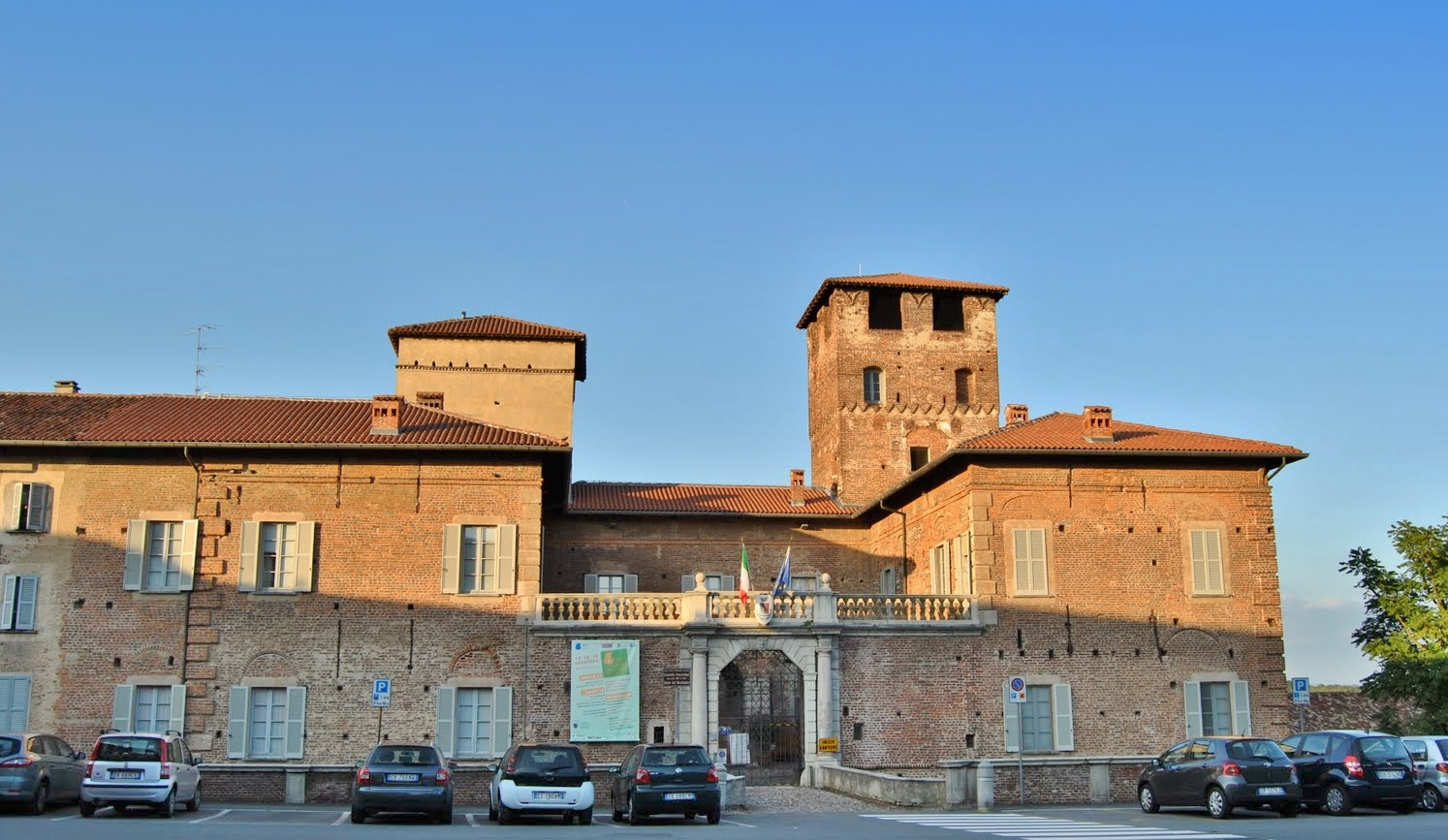
Castello Visconteo — sede del Comune
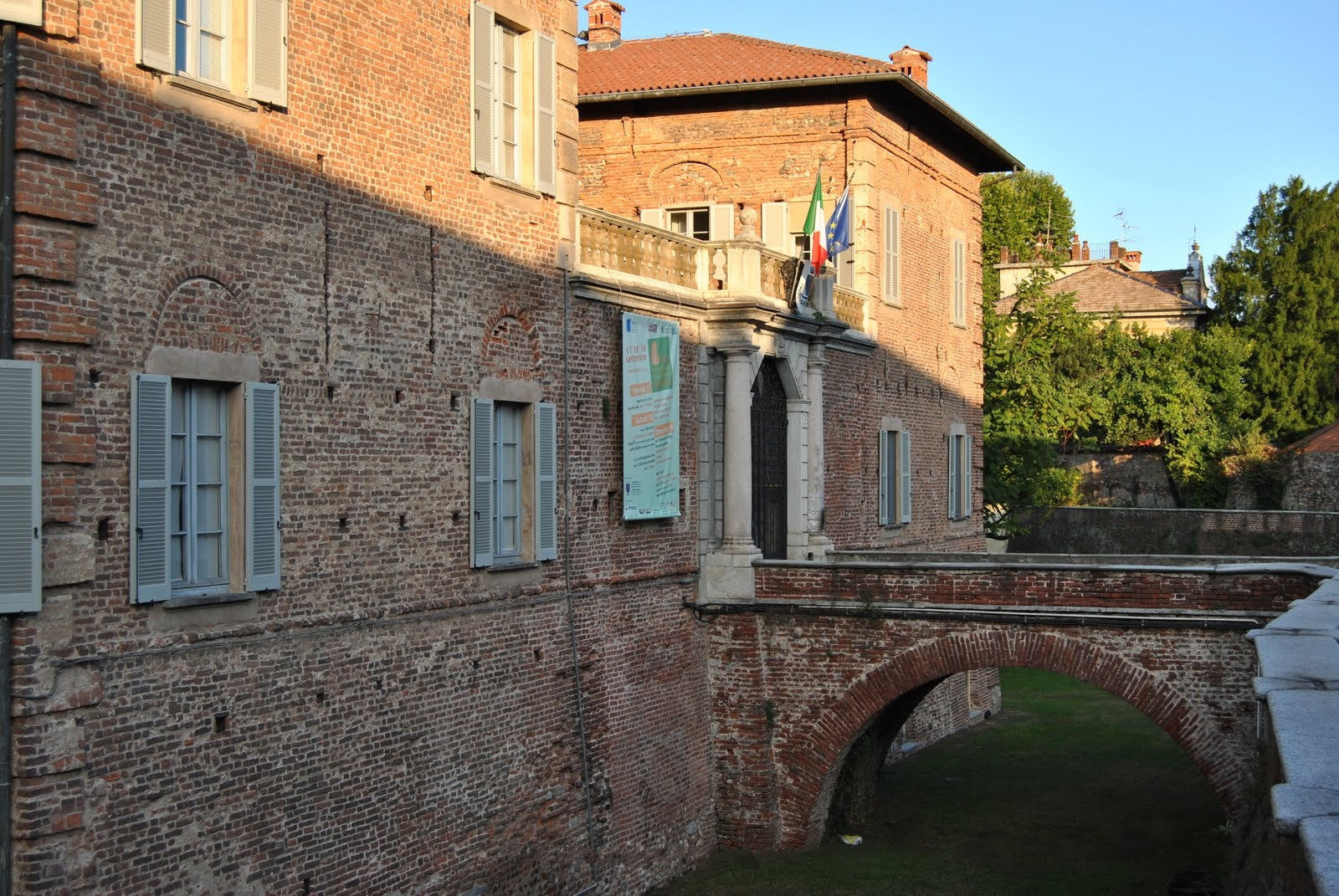
Castello Visconteo
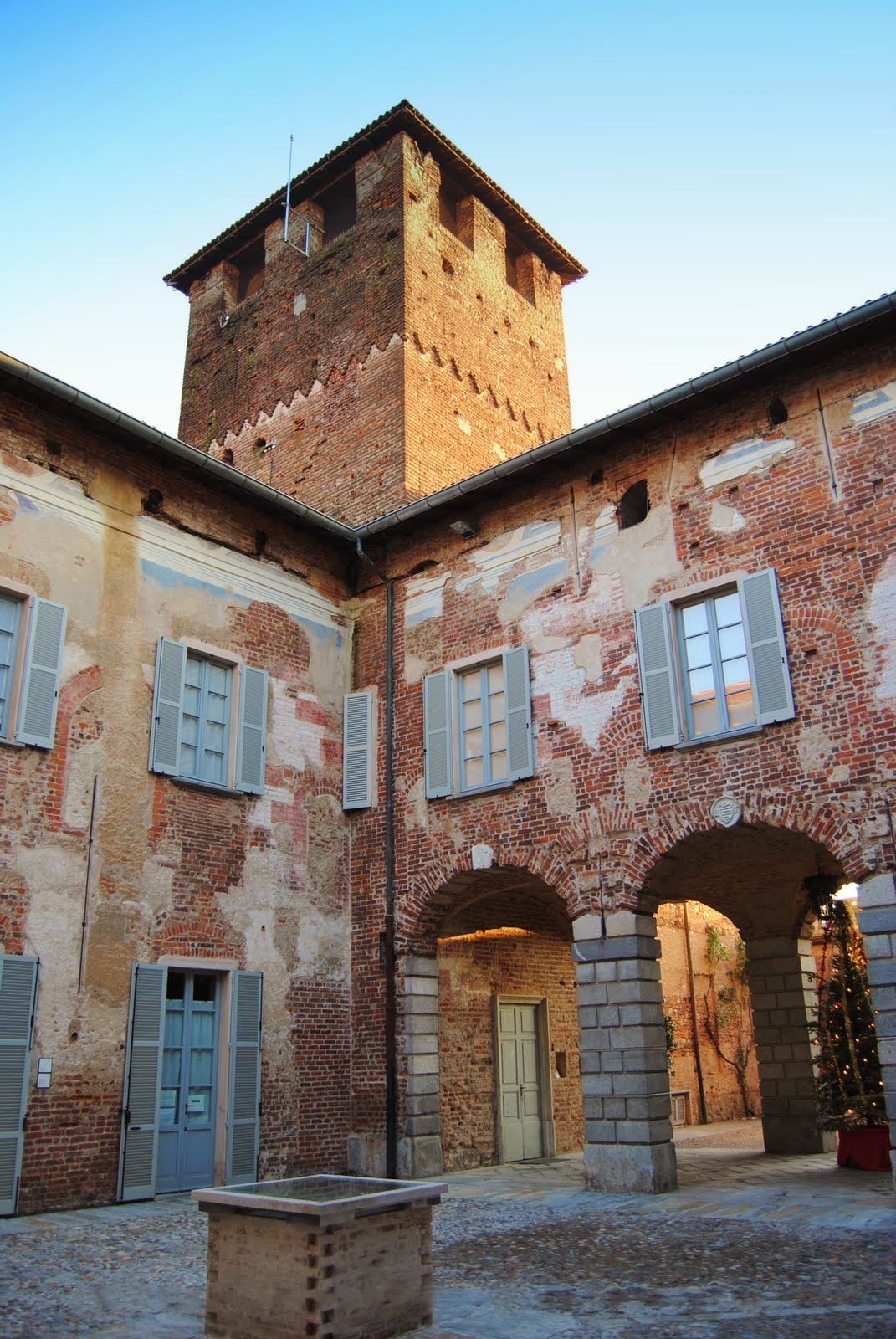
Castello Visconteo — cortile interno
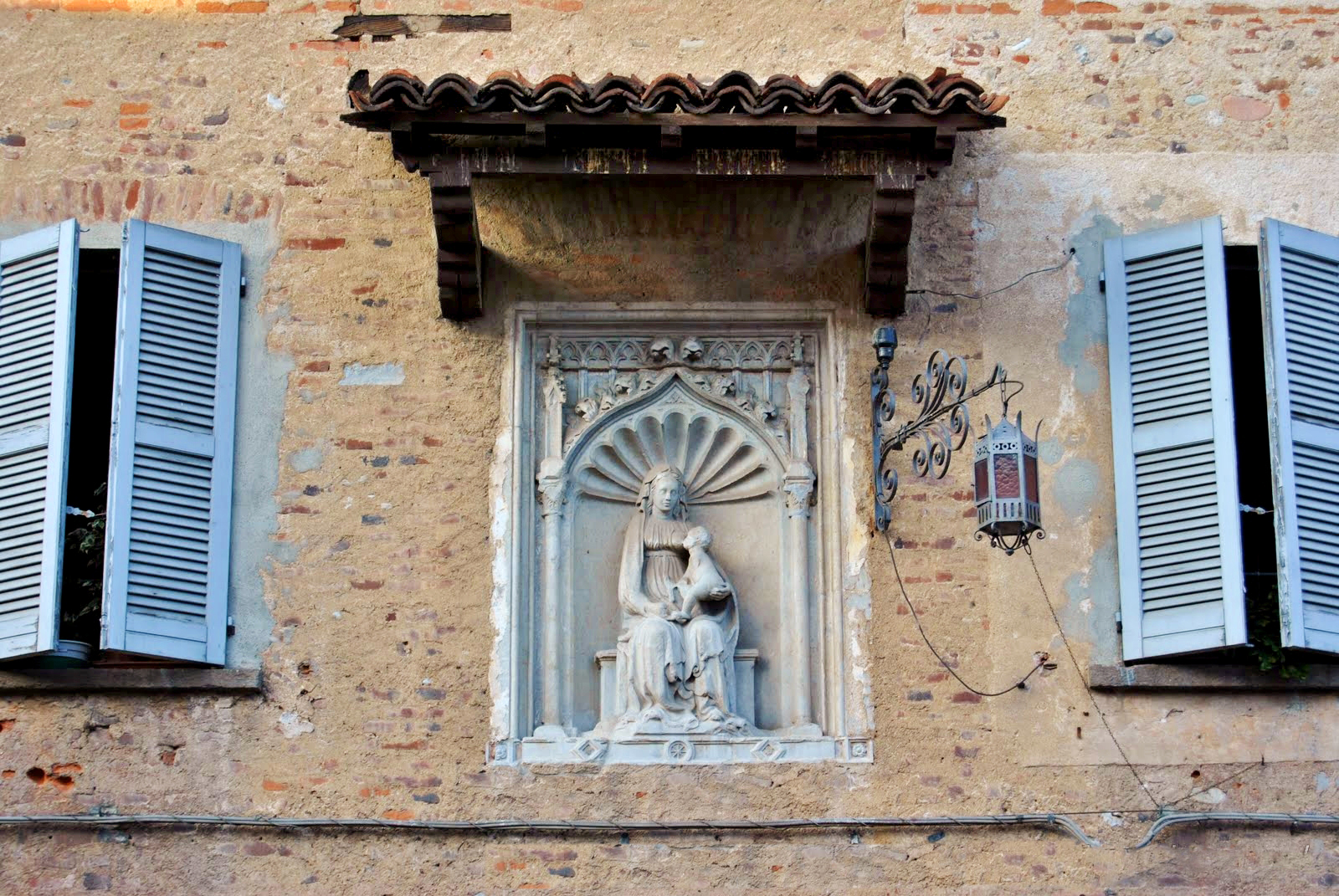
Castello Visconteo — bassorilievo della Madonna del latte
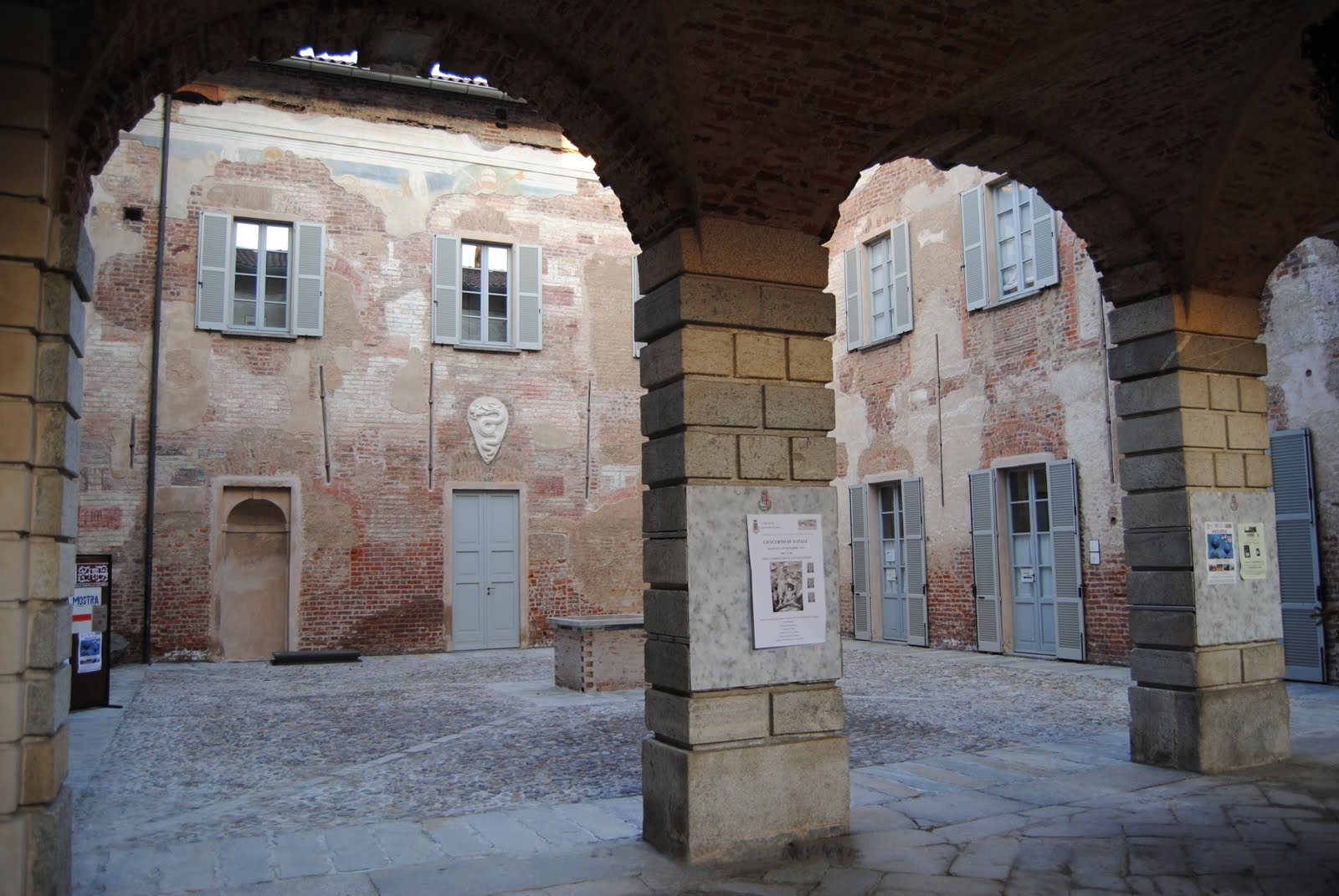
Castello Visconteo — secondo cortile interno
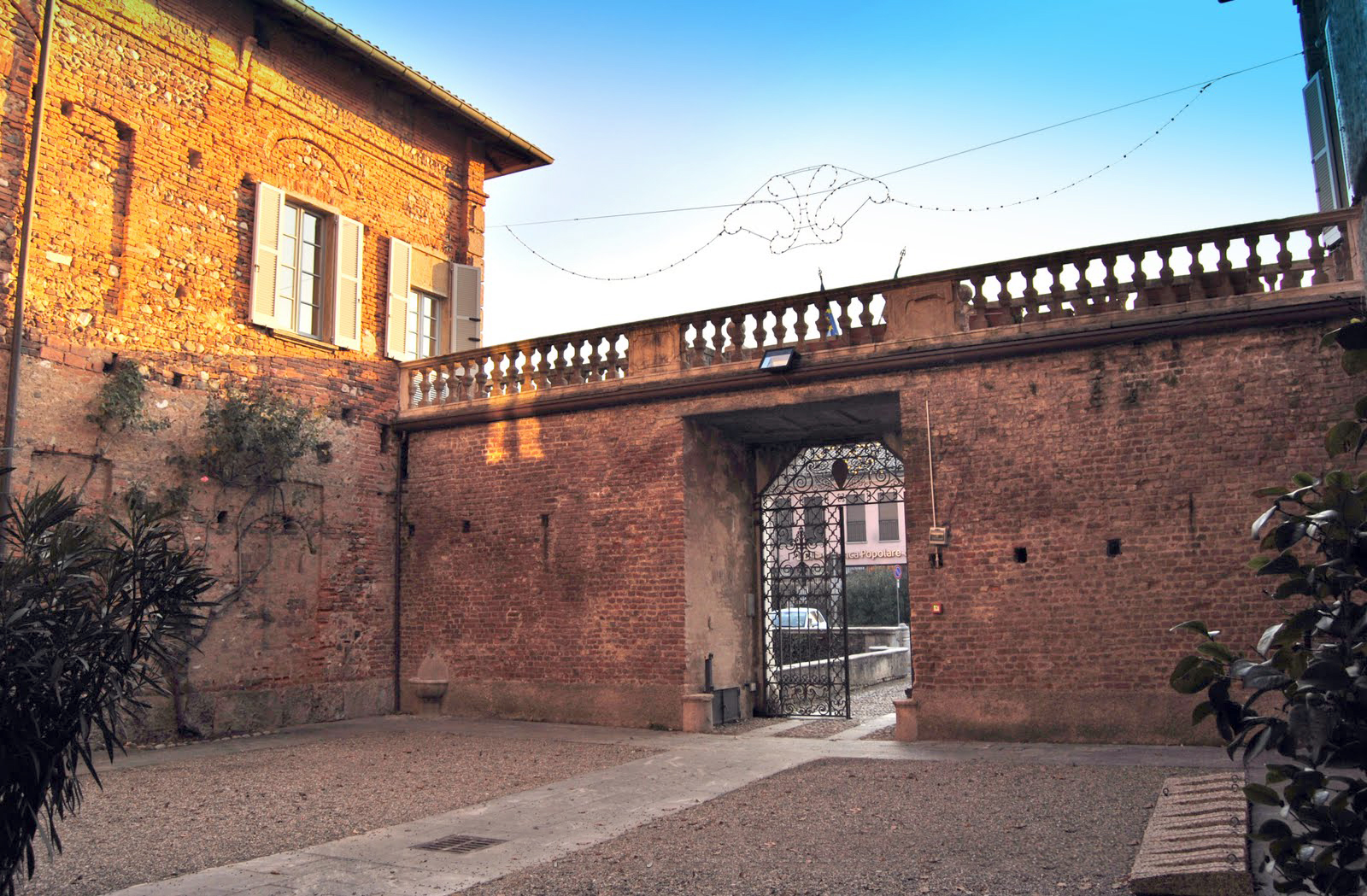
Castello visconteo — primo cortile interno
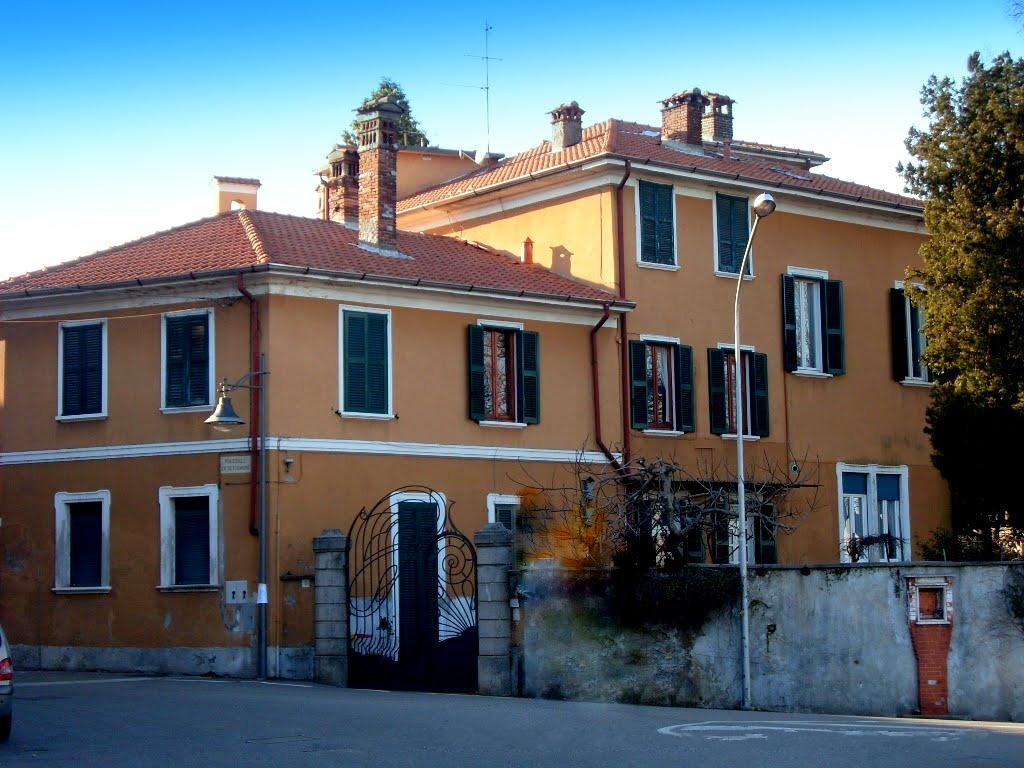
Villa Ferrari, XVII secolo
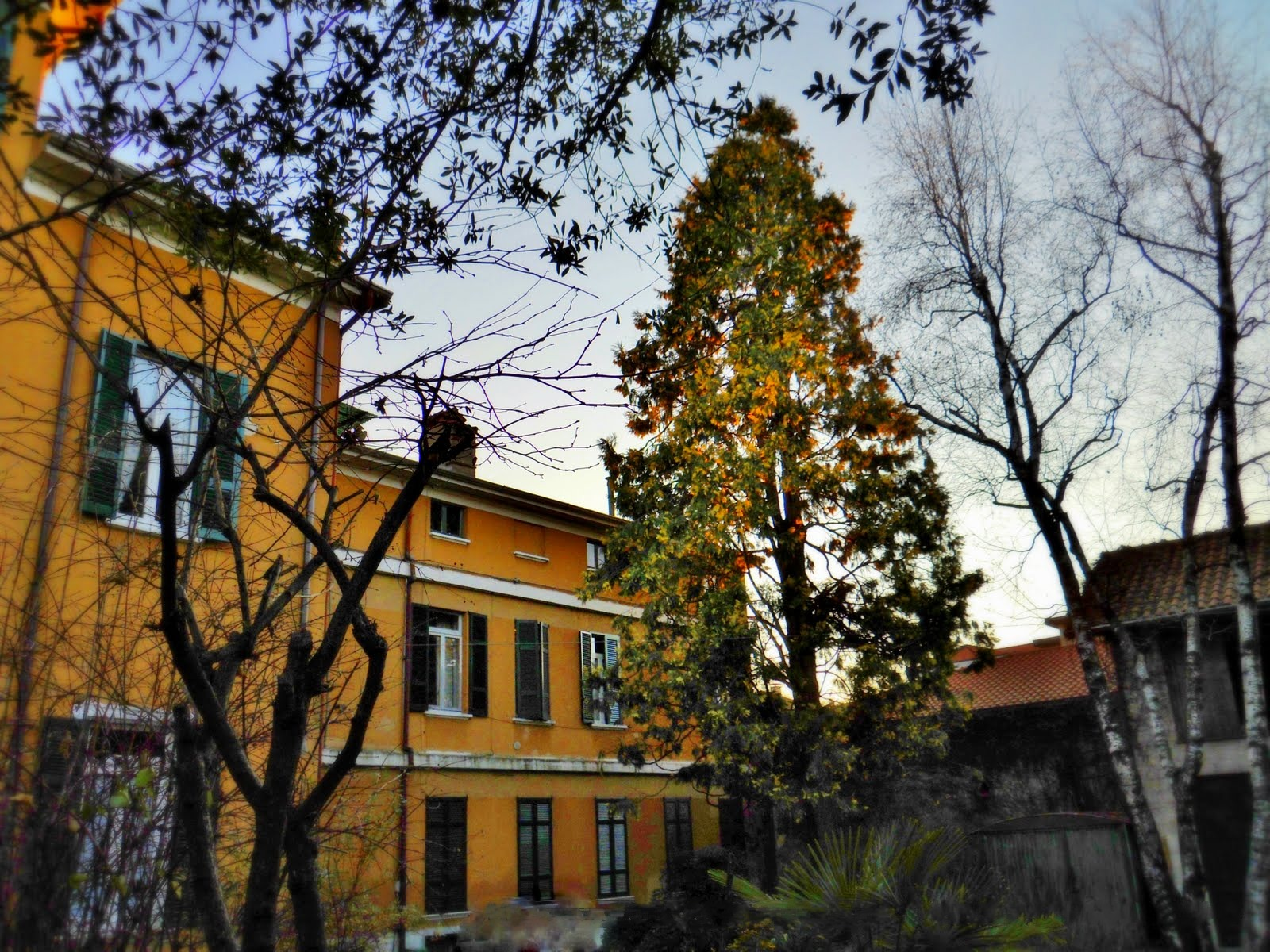
Villa Ferrari - giardino
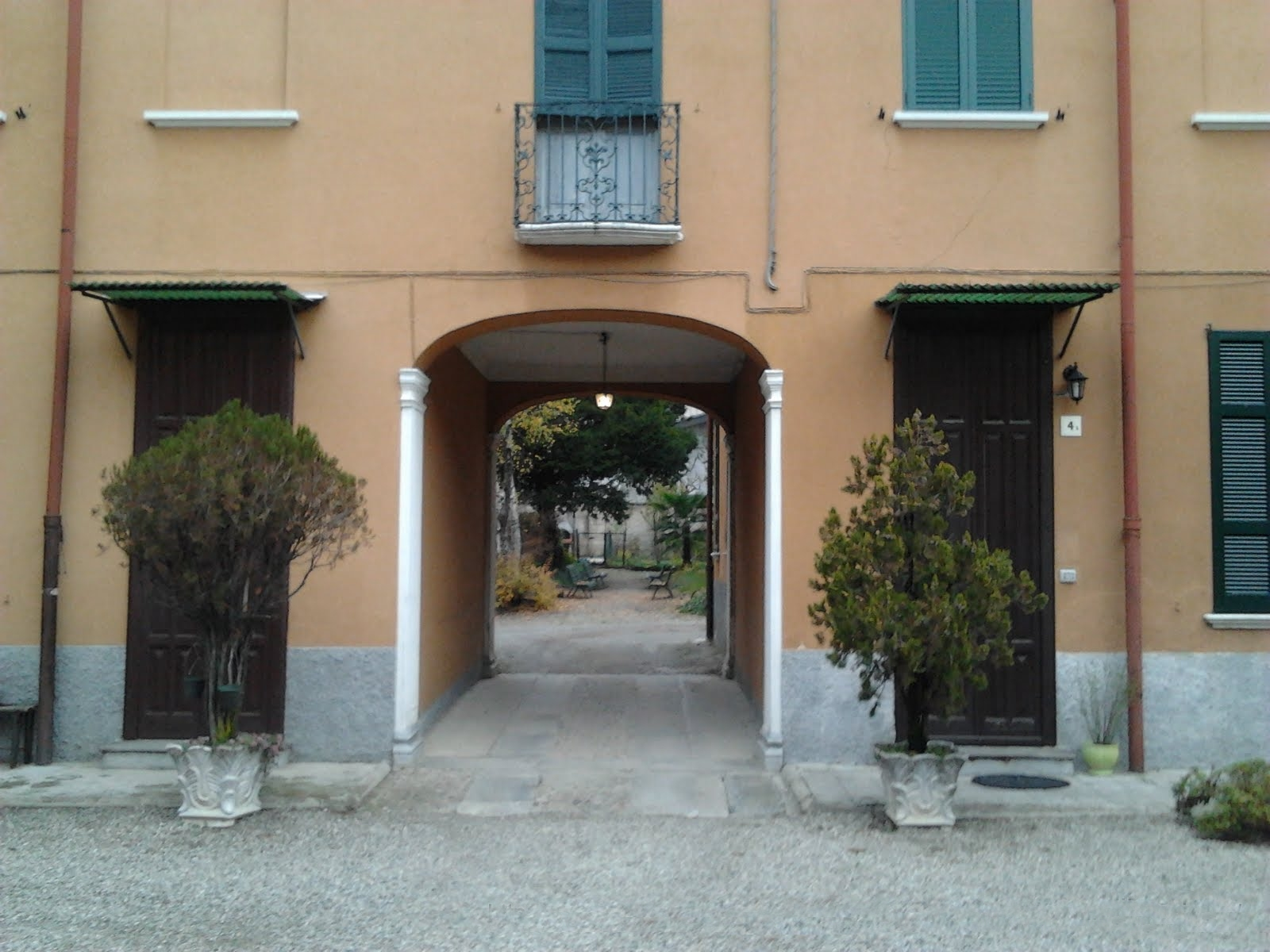
Villa Ferrari - cortile interno